# Херцогски замък на Алие
Херцогският замък на Алие (на италиански: Castello Ducale di Agliè, на пиемонтски: ël Castel d'Ajè) е Савойски дворец, намиращ се в градчето Алие, регион Пиемонт, Северна Италия. От 1997 г. е включен в Списъка на ЮНЕСКО за Световното културно и природно наследство като част от Савойските кралски резиденции на Пиемонт.
В него са заснети двата сезона на популярния италиански телевизионен сериал „Елиза от Ривомброза“ (2003 и 2005), излъчен и по българската телевизия, и минисериалите на Rai „Красавицата и звярът“ (La Bella e la Bestia, 2014) и „Мария-Жозе – последната кралица“ (Maria Josè, l’ultima regina, 2002).

## История
Замъкът е издигнат през 1141 г. като отбранителна крепост на местните графове Сан Мартино и е многократно разрушаван и издиган. През 16 век все още има вид на средновековен замък с централна част, двор, градина и селски постройки, заобиколени от отбранителни стени и ров. През 1536 г. е обсаден и разграбен.
От 17 век нататък замъкът се превръща във великолепна резиденция благодарение на неговия притежател граф Филип Сан Мартино ди Алие. Той е образован учен, хореограф и изтъкнат политик, роден през 1604 г. в Алие. Започва военна кариера през 1630 г. и става лейтенант в Оръжейната рота на херцог Виктор Амадей I Савойски. След смъртта му през 1637 г., в настъпилата борба между привържениците на херцог Карл-Емануил II – твърде младият за управление негов син и на майка му Мария Кристина Бурбон-Френска – негова регентка, Филип подкрепя последната и става неин министър, личен и любим съветник. Поради това той се сблъсква с хора от ранга на кардинал Ришельо, който го хвърля в затвора през 1640 г. След смъртта на кардинала Филип е освободен, но изоставя политиката, като се оттегля в Херцогския замък на Алие, посвещавайки се на неговото възстановяване и разширяване. От 1642 г. по проект на известния архитект Амадей Кониенго ди Кастеламонте замъкът става величествен дворец, в който се приемат принцове и владетели, вкл. и кралската мадам Мария Кристина Бурбон-Френска. Част от преустройството включва обновяването на фасадата към градината, изграждането на две галерии и на двора на сградата, изграждане на парници, служещи и за зимни градини.
Замъкът е разрушен от французите под командването на маркиз Луи д'Обюсон дьо ла Фойад през 1706 г. по време на Обсадата на Торино. В продължение на около 100 г. след това в него не е извършвана никаква архитектурна и художествена дейност освен стълбището на местния архитект Костанцо Микела (Costanzo Michela) от 1724 г.
През 1763 г. феодът на Алие е купен от херцога на Савоя и крал на Сардиния-Пиемонт Карл Емануил III Савойски, който го дава като апанаж на второродния си син Бенедикт Мария Маврикий Савойски – принц на Сардиния, херцог на Шабле (1741 – 1796), маркграф на Ивреа (1796 – 1808). Той възлага на дворцовия архитект Иняцио Бираго ди Боргаро (Ignazio Birago di Borgaro) да възстанови замъка. Арх. Бираго извиква в Алие художници, работещи в Двореца в Торино: братята Филипо и Иняцио Колино (Filippo e Ignazio Collino) за статуите на фонтаните, Джузепе Болина (Giuseppe Bolina) за декоративните аранжировки на голямото антре. Той разширява замъка с обширни апартаменти, а между 1767 и 1775 г. построява галерията на два етажа (нар. „Галерия на трибуните“), която свързва замъка с Енорийската църква на селището и самата църква с камбанарията, заместваща предишната стара градска кула. Замъкът става Савойска кралска резиденция. Градините и паркът също са преподредени и следват строга зелена симетрия с воден участък по надлъжната ос.
През 1796 г., по време на наполеоновото господство, в Алие нахлуват французите и разграбват мебелировката. Замъкът е използван за приют за бездомници, а паркът е разпродаден на части на частни лица.
С Реставрацията замъкът е даден по право на Савойските графове на Шабле през 1814 г. След края на ерата на Бонапартистите властта над Замъка минава у Карл Феликс I Савойски през 1824 г., който го възстановява и разширява благодарение на архитект Микеле Борда ди Салуцо (Michele Borda di Saluzzo), който изгражда малък театър в него. Поставени са и ценни полилеи от стъкло от Мурано и от бохемски кристал.
Със смъртта на Карл Феликс I овдовялата кралица Мария-Кристина Бурбон-Неаполитанска се превръща в негова ползвателка, а при нейната смърт през 1849 г. имотът се дава на второродния син на херцога на Савоя и крал на Сардиния Карл Алберт – Фердинанд Савойски – първи херцог на Генуа. Замъкът става любима аристократична вила на династичния клон Савоя-Генуа.
През 1939 г. принц Томас Савойски-Генуа продава Комплекса на замъка на Италианската държава за 8 млн. лири. Замъкът е използван за скривалище на ценни предмети от Торино по време на Втората световна война.
Към 2019 г. той е стопанисван от Дирекция „Културно наследство на Пиемонт“. Състои се от около 300 стаи на четири етажа, обзаведени със стари мебели и художествени произведения, част от които са достъпни за посещение (Залите на белетажа и кухните). Към 2019 г. замъкът е отворен от вторник до неделя за организирано посещение с входен билет. В някои случаи има намаления или билетът е безплатен.
Сградата на замъка е заобиколена от три страни от английска и от италианска градина, и от огромен парк (около 340 хектара), пълен с редки растения и стари дървета, и украсен с монументален фонтан. За тях се заплаща допълнителен билет.

## Зали на замъка и художествени произведения
- Зала на колоните (Sala delle Colonne), с щукатури от 18 век. Там към 2020 г. се намира гишето за билети
- Ловен салон (Salone di Caccia), приписван на архитект Бираго ди Боргаро (Birago di Borgaro), с щукатури, изобразяващи ловни сцени и трофеи; там има и две картини на френския художник Берже (Berger) от 1816 г. с крал Карл Феликс I и съпругата му кралица Мария Кристина Бурбон-Неаполитанска
- Зала на пажовете (Sala dei Valletti) с изящен полилей от стъкло от Мурано от 19 век, който осветява щукатури с богинята Диана, и с картини с фантастични пейзажи – дело на пиемонтски художници[14]
- Библиотека (Biblioteca) със 7000 стари книги и брошури[15] за изкуство, немска и френска литература
- Зала на предците (Sala degli antenati)
- Художествена галерия (Galleria d'Arte), проектирана за крал Карл Феликс I Савойски. След смъртта му съпругата му Мария Кристина Бурбон-Неаполитанска поставя там колекция от скулптури (като тези на Бенедето Качатори, Benedetto Ciacciatori или тази на Спящия Аполон)[10] и картини от 19 век за живота на савойските владетели
- Малък театър (Teatrino) с 40 места, изграден през 1824 г. по проект на архитекта Микеле Борда ди Салуцо (Michele Borda di Saluzzo) на мястото на параклиса на Св. Михаил, с непокътнато дървено обзавеждане и с декорации на Луиджи Вака (Luigi Vacca)
- Билярдна зала (Sala del Biliardo), достъпна само за мъже, с ценен касетен таван с картини и розетки, мебели в имперски стил и билярдна маса – френско производство от началото на 20 век[14]
- Ъглова зала (Sala d'Angolo) с няколко ориенталски оръжия от колекцията на херцог Томас Савойски-Генуа, с панели – имитация на дърво по стените и с истински дървен касетен таван[10]
- Кабинет на херцога на Генуа (Studio del Duca di Genova), стая от 17 век с палмов под с картинен лак и с шест големи шкафа, дарени от кралица Мария Терезия Австрийска-Тосканска – съпруга на Карл Алберт, пълни със стари книги[14]
- Бален салон (Salone da Ballo), наречен още „Зала на крал Ардуин“, със 150-килограмов полилей, който е имал повече от 96 свещи;[11] изцяло покрит с фрески от 17 век на Джовани Паоло Реки (Giovanni Paolo Recchi), сред които и тази на тавана, вероятно изобразяваща граф Филипо Сан Мартино ди Алие и кралица Мария Кристина Бурбон-Френска като Дева Мария[10]
- Тусколанска зала (Sala Tuscolana), с творби на скулптора Джакомо Спала (Giacomo Spalla).[8] В нея крал Карл Феликс I Савойски нарежда да разположат археологическите находки (вкл. и мраморния под, принадлежал на древна римска вила) от 2 век сл. Хр от разкопките на археолог Луиджи Канина във Вила Тусколана ди Руфинела в древния град Тусколан до Фраскати. Той наследява вилата от кралица Мария Кристина Бурбон-Неаполитанска.
- Параклис на Св. Максим (Cappella di S. Massimo). Изграден в периода 1642 – 1657 г. по проект на арх. Амадей ди Кастеламонте. Има квадратен план и осмоъгълен свод, украсен с фини щукатури и със стенописи от 17 век с Историите на Богородица – дело на майстори от Лугано. Реставриран е през 1827 г. по поръчка на Карл Феликс I Савойски: запазени са декорациите на купола, но са обновени подът, украсените със свещници гипсови стени и олтарът – дело на Пиетро Кремона (Pietro Cremona). Олтарната картина със Св. Максим от Риес (патрон на Алие) е от средата на 18 век и е дело на Джовани Кларет (Giovanni Claret), а разпятието от слонова кост е дело на Джакомо Маркино (Giacomo Marchino). В параклиса има и ценно копие на Плащаницата от поклонението през 1822 г., когато започва и царуването на Карл Феликс I Савойски.[16] Там са кръщавани малките херцози и херцогини;
- Жълта зала (Sala Gialla) – дълъг коридор, предназначен за излагане на картини и скулптури, подобно на другата подобна галерия: Зелената; със строг вид и с множество бюстове и картини от едно време; достъпът до нея е бил позволен само на мъже;
- Зелена галерия (Galleria Verde) от 1830 г., със запазени от едно време завеси и с колекции от порцелан и от алабастър; картините в нея са на италиански творци по поръчка от около 1855 г. на Елизабет Саксонска – съпруга на херцог Томас Савойски-Генуа след смъртта на Мария Кристина Бурбон-Неаполитанска.[14]
- Музикална зала (Sala della Musica). Там се намира бюстът на принцеса Виктория Савойска-Соасон от полихромен восък, изработен от Франческо (Francesco Orco) в перфектен стил от 18 век.[17] Тя никога не е живяла там, но казват, че призракът ѝ витае в замъка в безлунните нощи.[10][12]
- Чакалня (Sala d'Attesa)
- Зала на щукатурите (Sala degli Stucchi)
- Синя зала (Sala Bleu)
- Спалня на кралицата (Camera da letto della Regina), спалня на кралица Маргарита Савойска
- Тоалетна зала на кралицата (Sala di Toeletta della Regina)
- Малка болница (Ospedaletto), военна болница от Първата световна война
- Апартамент на краля, познат и като Апартамент на завеждащия Дирекция „Културно наследство“ Джино Киеричи (Appartamento del Re, Appartamento del Sopr. Chierici)
- Галерия на трибуните (Galleria delle tribune) със 72 портрета на рицари от Върховния орден на Пресветото Благовещение, поръчани от кралица Мария Кристина Бурнон-Неаполитанска между 1845 и 1847 г.[11] По-голямата част от тях са произведения на художника от Асти Микеланджело Питаторе (Michelangelo Pittatore) и на художниците Фриджолини, Малнате и Пратези (Frigiolini, Malnate e Pratesi) (по 6 платна всеки);
- Ориенталска зала (Sala Orientale) или Китайска зала (Sala Cinese), съдържаща колекцията на херцога на Генуа Томас Савойски-Генуа (1854 – 1931), племенник на крал Виктор Емануил II, който по време на пътуванията си в Далечния Изток купува или получава като подарък (напр. от императора на Япония и крал на Сиам Рама V) повечето от артефактите от Китай, Япония, Сиам и китайски порцелан с тайландски поръчители. Тук влизат златна статуя на Буда, японска броня от периода Едо (1603 – 1867), принадлежала на воини от висок ранг, тайландски порцелан, японска рикша, японски рисунки и др.[18] Изложена е и количката за разходка на малкия Виктор Емануил II.[10]

## Парк и градина
Паркът е в резултат на две различни фази. Първата е през 18 век, когато по проект на братята Иняцио и Филипо Колино (Ignazio e Filippo Collino) се изгражда Екседрата на фонтана със скулптурни фигури, изобразяващи потока Орко, потока Малоне и река Дора Балтеа. Втората фаза е през 19 век и се характеризира с „английска“ адаптация на парка, когато той се разширява с около 30 хектара и е пресечен от 7 км алеи и пътеки, пълни с вековни дървета и растения. Изграждат се голямото езеро с острови и малкото езеро. Проектът се приписва на Мишел Бенар (Michel Benard) за 18 век и на Ксавиер Куртен (Xavier Kurten) за 19 век (1830 – 1840).
Градината от своя страна запазва италианската си структура от 17 век.
Около замъка има селски сгради от 17 и 18 век като: мелница (Il Mulino), ферми Вале (cascine Valle), място за пране (la lavanderia), Алеята или ла Мандрия (l'Allea o La Mandria).

## Галерия
- Жълта зала
- Зелена зала
- Библиотека
- Таван на Балния салон
- Стени на Балния салон
- Стени на Балния салон
- Малък театър
- Спящият Аполон в Худ, галерия
- Градина на замъка
- Екседра на фонтана (18 век)
- Парк на замъка
- Антични колони в парка на замъка